# Fadžr Sepasi Širaz
Fadžr Šahid Sepasi (perz. فجر شهید سپاسی) je iranski nogometni klub iz grada Širaza. 
Osnovan je 1988. godine, a glavno igralište mu je Stadion Hafezije koji prima 22.000 gledatelja.
Sudjeluje u iranskoj prvoj nogometnoj lizi i najveći uspjeh mu je 4. mjesto ostvareno u sezoni 2002./03.
Godine 2001. Fadžr Sepasi osvojio je i državni kup.

## Vanjske poveznice
- (perz.) Službene klupske stranice
- (engl.) Perzijska nogometna liga
- (engl.) Statistike iranske profesionalne lige